# 讓-克勞德·范登·艾登
讓-克勞德·范登·艾登（法語：Jean-Claude Vanden Eynden，1947年8月26日—）是一位比利時鋼琴家。

## 生平
讓-克勞德·范登·艾登在非常年轻時就進入布鲁塞尔皇家音乐学院就讀，師從於Eduardo Del Pueyo。1964年他以16歲之齡在著名的伊丽莎白女王比赛中获得三等奖。
得獎后，他受邀與各大樂團合作演奏，其中包括圣彼得堡交响乐团、皇家爱乐乐团、比利时国家管弦乐团、卢森堡广播电视管弦乐团（RTL）、海牙驻地乐团、I Fiamminghi 、布达佩斯的弗朗茨李斯特管弦乐团等團體，所合作的指揮則有Paul Kletzki、鲁道夫·巴尔沙伊與尤里·捷米爾卡諾夫等人。讓-克勞德·范登·艾登演奏的曲目非常广泛，在室内乐领域，他同何塞·凡·丹姆、奧古斯丁·杜梅、Miriam Fried、Silvia Marcovici、Gérard Caussé、Michaela Martin、Walter Boeykens、Frans Helmerson、伊萨伊四重奏、梅洛斯四重奏、埃内斯科四重奏等團體與個人均有合作。
讓-克勞德·范登·艾登是伊丽莎白女王比赛以及其他主要国际比赛的的正式评委之一。足跡遍佈各音樂节日：Korsholm、Prades and La Chaise-Dieu、Umea和Stavelot等。
讓-克勞德·范登·艾登現為布鲁塞尔皇家音乐学院榮譽教授，並繼續任教於伊丽莎白女王音乐教堂。他的一些学生在樂壇亦有一席之地。
讓-克勞德·范登·艾登是Eduardo Del Pueyo中心的艺术总监。這所機構是1977年由Del Pueyo所建立的，2004年他將之重組，親自擔任總監迄今。他目前是比利時蕭邦基金會的榮譽主席與音樂顧問。

## 獲獎與榮譽
- 比利時騎士爵位，2018年[5]

## 作品

### 商業錄音
他的拉威尔钢琴独奏全集录音，格里格和德·赫里夫的协奏曲录音（世界首演），以及Richard Addinsell、Didier Van Damme、纪尧姆·勒克、约翰内斯·勃拉姆斯等錄音受到好評。